# Washington Castro (futbolista)
Washington Castro (Montevideo, Uruguay, 1957) es un exfutbolista uruguayo. Actualmente se desempeña como Agente de representación de jugadores.

## Trayectoria
Comenzó su carrera en Uruguay, aunque también jugó en Bolivia, Ecuador y Venezuela. Llegó a Chile en 1979 jugando por más de diez años, entre los que se destacan Colo-Colo, Everton, Unión Española, Palestino, entre otros.
Comenzó su carrera de Agente de jugadores FIFA en 1990.

## Clubes
| Equipo          | País  | Año       |
| --------------- | ----- | --------- |
| Unión La Calera | Chile | 1981      |
| Trasandino      | Chile | 1982-1983 |
| Unión Española  | Chile | 1984-1985 |
| Colo-Colo       | Chile | 1986      |
| Everton         | Chile | 1987      |
| Palestino       | Chile | 1988      |